# Beyond the Black Rainbow
Pour plus de détails, voir Fiche technique et Distribution.
Beyond the Black Rainbow est un film canadien réalisé par Panos Cosmatos, sorti en 2010.

## Fiche technique
- Titre français : Beyond the Black Rainbow
- Réalisation : Panos Cosmatos
- Scénario : Panos Cosmatos
- Photographie : Norm Li
- Montage : Nicholas T. Shepard
- Musique : Sinoia Caves
- Pays d'origine : Canada
- Format : Couleurs - 35 mm - 2,35:1
- Genre : science-fiction, thriller
- Durée : 110 minutes
- Date de sortie : 2010

## Distribution
- Michael Rogers : Barry Nyle
- Eva Bourne : Elena
- Scott Hylands : docteur Mercurio Arboria
- Rondel Reynoldson : Margo
- Marilyn Norry : Rosemary Nyle
- Gerry South : Skinny Hesher
- Chris Gauthier : Fat Hesher
- Sara Stockstad : Anna Arboria
- Roy Campsall : Sentionaut
- Geoffrey Conder : mutant